# بندتو لو موناکو
بندتو لو موناکو (ایتالیایی: Benedetto Lo Monaco؛ زادهٔ ۲ فوریهٔ ۱۹۵۶) بازیگر اهل ایتالیا است.
از فیلم‌های او می‌توان به من، دن جووانی، ایل دیوو و باریا اشاره کرد.